# ماغي بورغ
ماغي بورغ (بالإنجليزية: Maggie Borg)‏ هي ناشِطة وعالمة بيئة مالطية، ولدت في 1952، وتوفيت في 2004 بسبب سرطان الثدي.